# Go! Go! Ackman
Go! Go! Ackman (ゴーゴーアックマン) är en japansk shōnen-mangaserie skriven och illustrerad av  Akira Toriyama och ursprungligen utgiven i tidningen V-Jump 1993-1994, samt i Akira Toriyama's Manga Theater Vol. 3. En animefilm och tre TV-spel har också gjorts.

## Handling
Serien handlar Ackman, om en 2 000 år gammal demonpojke, som samlar själar åt Dark Devil Lord.